# Metropolitan Stadium

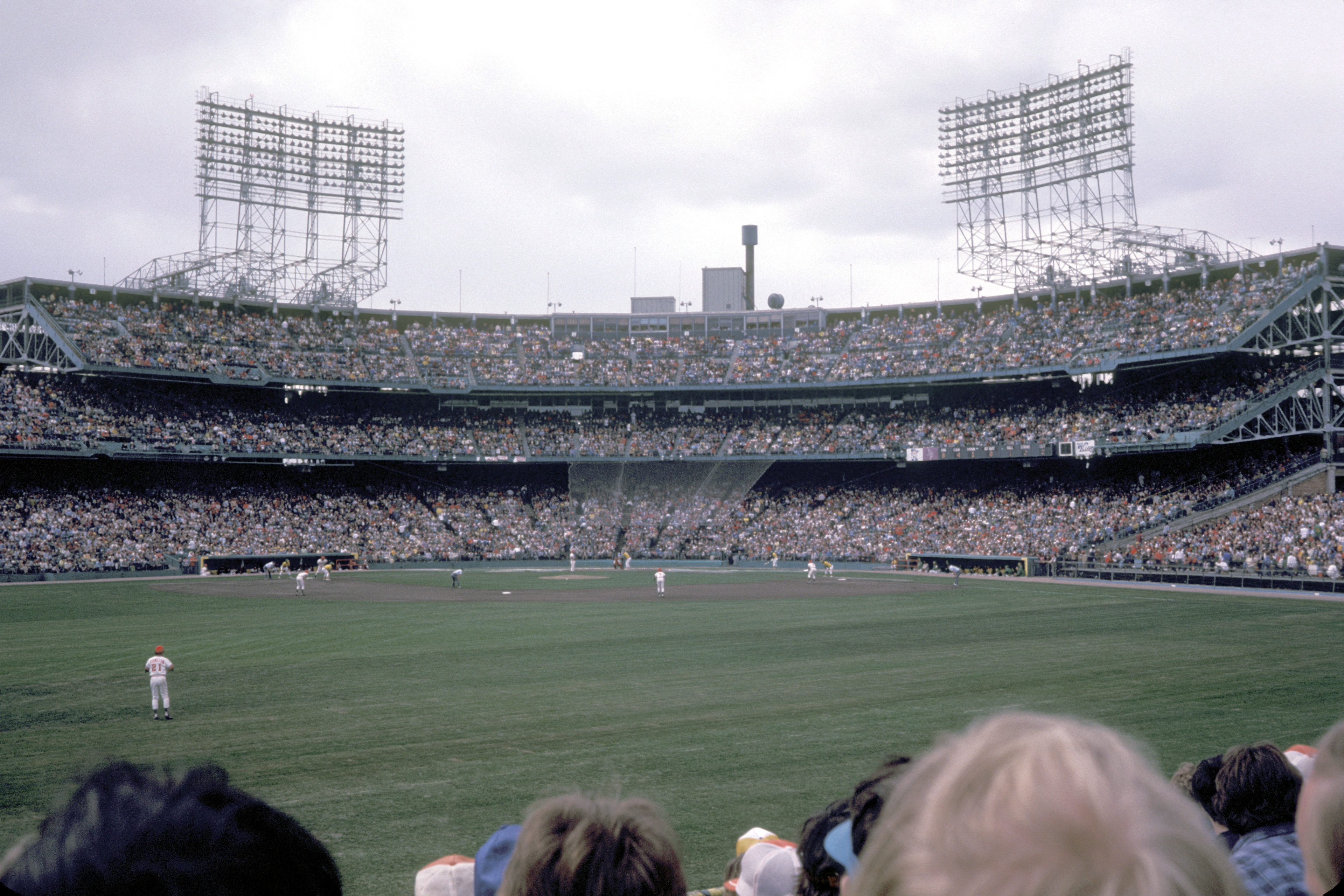
Metropolitan Stadium 1981 under en Minnesota Twins-match.

Metropolitan Stadium, ofta kallad The Met, var en idrottsarena i Bloomington, en förort till Minneapolis, i Minnesota i USA.
Metropolitan Stadium öppnades 1956 som hemmaarena för juniorbasebollklubben Minneapolis Millers. Mellan 1961 och 1981 spelade även NFL-klubben Minnesota Vikings och MLB-klubben Minnesota Twins på arenan. Även fotbollsklubben Minnesota Kicks spelade där mellan 1976 och 1981.
1982 flyttade Minnesota Vikings och Minnesota Twins till Hubert H. Humphrey Metrodome. Metropolitan Stadium revs 1985 för att ge plats för USA:s största köpcentrum, Mall of America.